# بيلي دالي
بيلي دالي (بالإنجليزية: Billy Dale)‏ (26 أكتوبر 1925 في المملكة المتحدة - ) هو لاعب كرة قدم بريطاني في مركز جناح. لعب مع سكونثورب يونايتد ونادي ساوثبورت ونادي كرو ألكساندرا ونادي هاليفاكس تاون وأكرينجتون ستانلي ‏ ونادي تشيلتنهام تاون لكرة القدم وRetford United F.C. ‏.